# André Pacher
André Pacher, né en 1932 à Beaussais (Deux-Sèvres), mort en 1996, est une personnalité du monde associatif poitevin et de la ruralité dans les années 1960-1980.
Il est le fondateur en 1969, avec Michel Valière, de l'Union pour la culture populaire en Poitou-Charentes-Vendée et l'initiateur, au sein de la Fédération Nationale des Foyers Ruraux (FNFR), des Universités rurales.
Il est également poète et chanteur.bC'est en outre un auteur d'expression poitevine-saintongeaise, dans une de ses variantes poitevines des Deux-Sèvres, celle du centre Mellois.

## Biographie
André Pacher naît à Beaussais en 1932, en Pays Pellebois, au cœur du Poitou huguenot. Il est le fils d'Edmond Pacher et d'Eva Lucie Guérin, deux cultivateurs eux-mêmes natifs de Beaussais. Il restera influencé par cette tradition protestante et les valeurs de résistance et d'affirmation culturelle qui s'y rattachent.
Au début des années 1960, il est professeur d'animation socio-culturelle au lycée agricole Xavier-Bernard de Venours (Rouillé), situé dans le département de la Vienne.
Il forme un groupe de recherche sur la culture populaire des pays poitevins, au sein des Pibolous (La Mothe-Saint-Héray, Deux-Sèvres), groupe folklorique traditionnel, qu'il va faire notablement évoluer.
Cette initiative débouche sur la formation de l'Union pour la Culture Populaire qui, à partir de 1971, organise l'opération "Sauvetage de la tradition orale paysanne (OSTOP)". Des centaines de jeunes parcourent les campagnes de la région pour visiter les anciens et notamment ceux de la génération ayant été jeunes avant la dramatique rupture de la Première Guerre mondiale.
Il est également l'un des créateurs, avec notamment ses frères Maurice et Yves, des Ballets Populaires Poitevins.
En 1974, André Pacher est mis à la disposition de la Fédération Nationale des Foyers Ruraux (FNFR) et va peu à peu intégrer au sein des foyers ruraux sa démarche visant, d'une part, la sauvegarde du patrimoine culturel et, d'autre part, la formation de type recherche-action favorisant le croisement des savoirs afin que les populations rurales puissent recueillir, diffuser et débattre de l'importance de l'héritage culturel .
Il est le père de Christian Pacher, musicien et chanteur du groupe de musique traditionnelle du Poitou, Ciac Boum.

## Hommages
Son nom a été donné :
- à la bibliothèque de Pamproux (Deux-Sèvres)[5].
- au siège actuel de l'UPCP, à Parthenay : Maison des Cultures de pays - Mésun André Pacher[6].

## Discographie, bibliographie, filmographie
- Reportage : André et son frère Maurice présentent la démarche des Ballets Populaires Poitevins au cours de l'émission de l'ORTF Vivre en France[3] (1970).
- Histoire du protestantisme : André Pacher et Jean-Louis Neveu, Les protestants en Poitou-Charentes et Vendée, Mougon, Http://www.gesteditions.com Geste éditions, coll. « La boulite », 1994, 95 p. (ISBN 978-2-905061-88-1, BNF 35744952)
- Théâtre en poitevin : André Pacher et Jean-Claude Scant, La grande Banissére : Vilajhe A Vendre (Adapté de Jean–Claude Scant), La Crèche, Http://www.gesteditions.com/product_info.php?products_id=333 Geste éditions, coll. « Parlanjhe », 1997, 96 p. (ISBN 978-2-910919-49-8, BNF 36189824)
- Textes et chansons en poitevin : Mon bé parlanjhe, A caose qu'i caose ?, I t'aré émé men' école..., Lètre à une métrasse d'école pas coumune, dans : Le Chareuil n° 1 de janvier 1982. La chançun a Claude Durand dans Rimajhes n° 17 d'avr. 1999.
- CD : Chants de Protestation, Éditeur : L'autre distribution (1999)